# 科拉加特
科拉加特（Kolaghat），是印度西孟加拉邦Medinipur县的一个城镇。总人口23707（2001年）。

## 人口
该地2001年总人口23707人，其中男性12087人，女性11620人；0—6岁人口2692人，其中男1343人，女1349人；识字率70.91%，其中男性为77.52%，女性为64.03%。